# Brian Lynch (basket-ball)
Pour les articles homonymes, voir Brian Lynch et Lynch.
Brian Robert Lynch, né le 12 juin 1978 à Point Pleasant, dans le New Jersey, est un ancien joueur de basket-ball professionnel reconverti en entraineur.
Il est plus connu pour être l'époux de l'ancienne championne de tennis Kim Clijsters.

## Origines
Il a vécu à Belmar et a fait ses études secondaires à la Christian Brothers Academy du New Jersey.

## Carrière de basketteur
Lynch a joué au basket-ball universitaire avec les Wildcats de Villanova, dans la région de Philadelphie, en Pennsylvanie.
Après ses études à Villanova, Lynch s'est expatrié en Europe en 2000, pour faire une carrière professionnelle. D'abord quelques années comme pigiste pour plusieurs équipes avant de s'établir en Belgique en 2004. Il était un joueur majeur de Euphony Bree avant les difficultés financières et la relégation de ce club en 2008. 
Il a terminé sa carrière de joueur professionnel à Antwerp Diamonds Giants en 2009.

## Vie de famille
Lynch a épousé la championne de tennis Kim Clijsters le 13 juillet 2007, dans l'intimité, à 6 heures du matin à Brée, en Belgique. Le mariage était en fait publiquement annoncé pour ce jour-là à 20 heures et les journalistes ont fait le pied de grue toute la journée.
Lynch et Clijsters ont eu une fille, prénommée Jada, le 27 février 2008 et un fils, prénommé Jack, le 18 septembre 2013.
Vu la réussite du retour de Clijsters sur le circuit du tennis professionnel en 2009, Lynch a décidé de mettre un terme à sa carrière de basketteur professionnel et de la suivre autour du monde, avec leur petite fille.

## Reconversion
Après la retraite de sa prestigieuse épouse, Lynch revient à sa passion sportive : le basket-ball. Il effectue en août 2011 ses débuts d'entraîneur de l'équipe de Cuva Houthalen, équipe de 3e division nationale belge.